# 25404 Shansample
25404 Shansample è un asteroide della fascia principale. Scoperto nel 1999, presenta un'orbita caratterizzata da un semiasse maggiore pari a 2,3228872 UA e da un'eccentricità di 0,1655817, inclinata di 2,59221° rispetto all'eclittica.